# Таиери

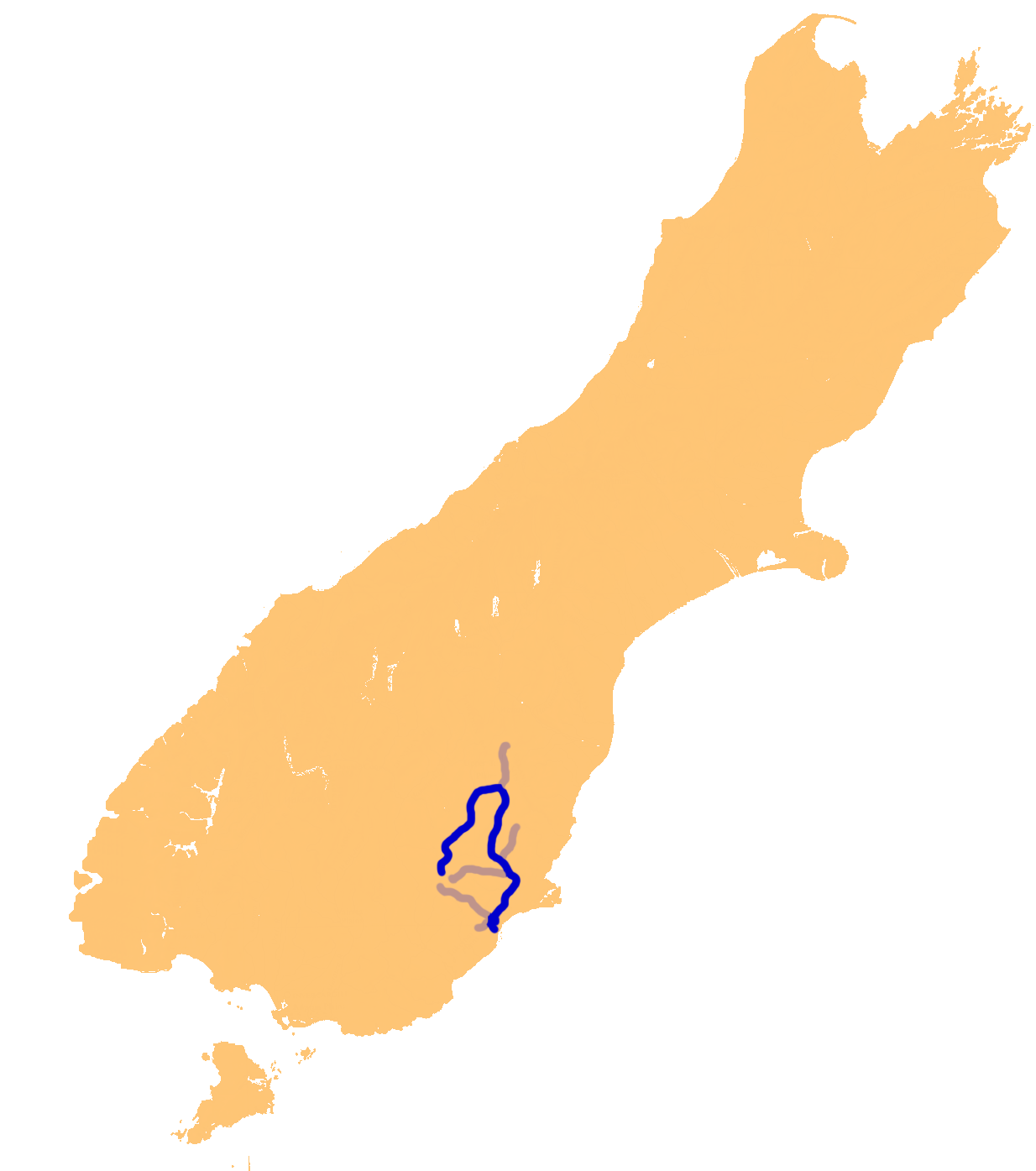

Таиери (англ. Taieri River) — четвёртая по длине река Новой Зеландии. Протекает по региону Отаго на острове Южный.
Исток реки расположен в горах Ламмерло, откуда Таиери течёт в северном направлении. У гор Пиллар направление реки меняется на юго-восточное. Примерно в 32 км к югу от города Данидин Таиери впадает в Тихий океан. Длина реки составляет около 288 км, из которых последние 20 км судоходны.
Верховья реки извилистые: Таиери, протекая через равнинную местность у населённого пункта Паэрау, образует многочисленные петли. Недалеко от Патеароа в долине Маниотото расположены две небольшие гидроэлектростанции. После этого река поворачивает почти на 180 градусов и протекает по широкой ледниковой равнине Страт-Таиери, окружённой горами. Сражу же за ней Таиери течёт через горное ущелье. В низовьях реки находятся пойменные равнины, на территории которых развито фермерство.
Крупнейшие населённые пункты на реке — Мидлмарч, Аутрам, Мосгил и Хенли. Крупнейшие притоки — реки Уаипори, Серпентайн-Крик, Уэтерберн.